# Storyline
Storyline är en pedagogisk metod där undervisningen byggs upp kring en berättelse som löper som en röd tråd genom undervisningen. Elevernas förståelse används som utgångspunkt för vidare studier.
Arbetssättet kommer ursprungligen från Skottland. 1965 fick man en ny läroplan som föreskrev ämnesövergripande undervisning. Storyline utvecklades som ett svar på detta. I Sverige har arbetssättet används sedan 1990-talet.